# Palacio del Almudí
El palacio Almudí es un edificio histórico situado en la ciudad de Murcia (Región de Murcia, España), concretamente en el Plano de San Francisco. Edificado a comienzos del siglo XVII, en origen fue pósito municipal de trigo, luego cuartel de caballerías en el siglo XIX y Palacio de Justicia y Audiencia desde 1886, dedicándose a sala de exposiciones y archivo municipal tras la restauración que vivió a finales de siglo XX.

## Historia
El 10 de junio de 1554, el concejo de Murcia acordó realizar un nuevo pósito municipal de trigo en el Plano de San Francisco, para sustituir al viejo pósito situado en la plaza de San Julián. 
El nuevo edificio ocupaba lo que entonces era el matadero de la ciudad, inmediato a la puerta de la Aduana de la muralla. Sin embargo, este primer Almudí fue pasto de las llamas en la madrugada del 12 de agosto de 1612 a causa de un rayo que prendió en el polvorín que allí se guardaba mientras duraban las obras del Contraste de la Seda y Sala de Armas. Los daños fueron de tal consideración que se hizo necesaria la construcción de un nuevo edificio para el que se utilizó el mismo solar aunque un tanto ampliado.
El magnífico inmueble que hoy podemos contemplar fue terminado en 1628, interviniendo los maestros de obras y escultores que trabajaron en el Contraste, como Cristóbal de Salazar, quien posiblemente labró los escudos. El Almudí muestra la pujanza económica que todavía poseía Murcia en aquellos años gracias al comercio de la seda, a pesar de la crisis que entonces sufría casi toda España y que llegaría a la ciudad de Murcia y su reino un tiempo después.
Durante el siglo XVIII se proyectaron dos porches a ambos lados de la puerta principal, debidos a Jaime Bort, completados en 1744 y que servirían para alojar en ellos la intensa actividad comercial del Plano de San Francisco. El porche de la izquierda fue demolido en 1910 ante su mal estado de conservación y el otro en 1927. 
El edificio que hoy podemos contemplar ha tenido a lo largo de los siglos múltiples utilizaciones, tras ser el pósito municipal fue Cuartel de reserva de Caballería durante el siglo XIX, y desde 1886 Palacio de Justicia y Audiencia, siendo tras su restauración a finales del XX (1985) sala de exposiciones, archivo histórico municipal y sede de la Concejalía de Cultura del Ayuntamiento de Murcia.

## Características del edificio

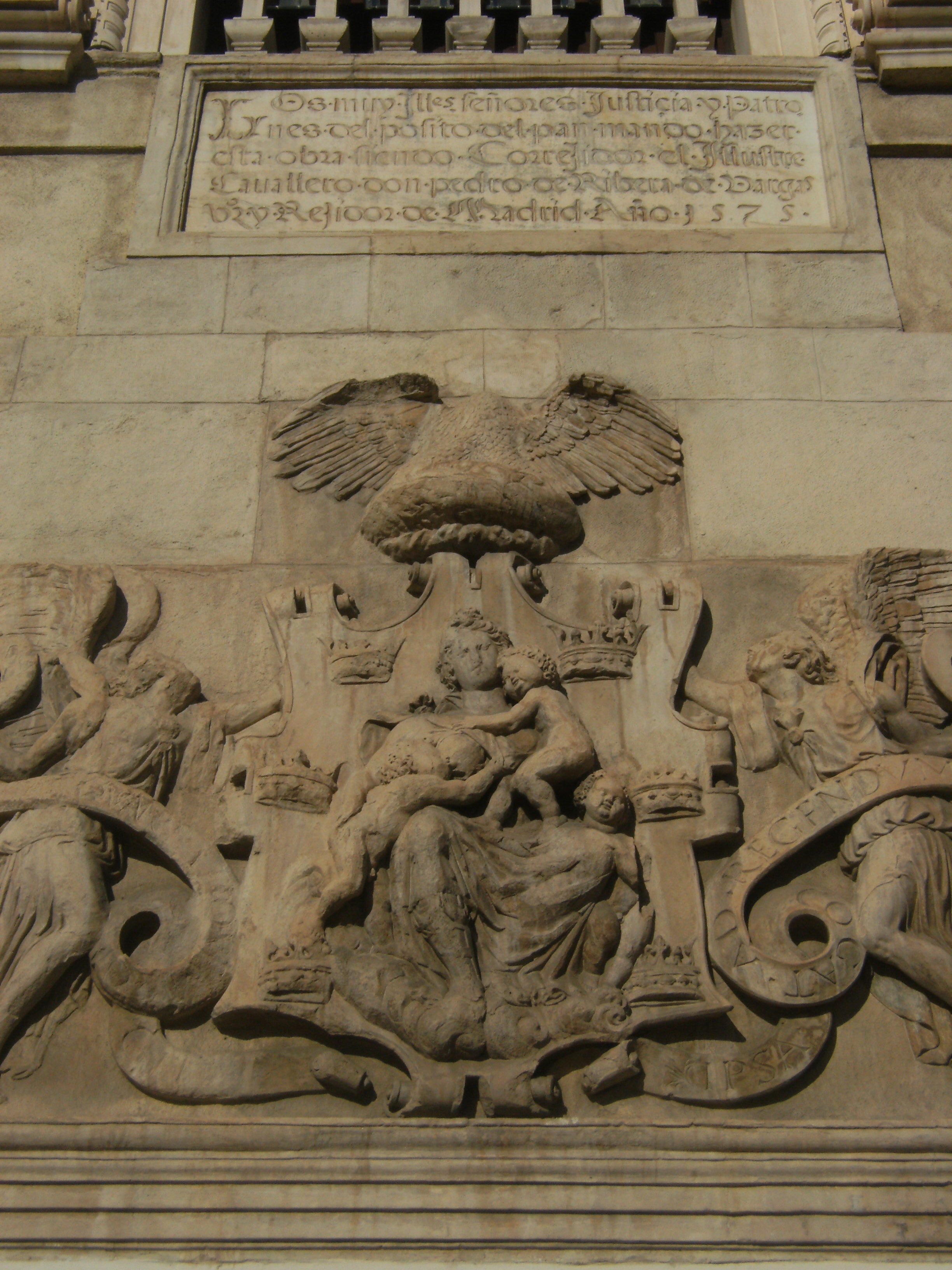
Relieve de la Matrona de Murcia en la fachada del Palacio Almudí.

La portada está formada por un arco de medio punto sobre el que va un frontón partido con el escudo real de los Habsburgo en el centro, flanqueado por dos escudos de Murcia de menor tamaño (que cuentan con sólo 6 coronas al ser anteriores al reinado de Felipe V).
En la fachada, en su parte izquierda, puede contemplarse el medallón en relieve de la Matrona de Murcia o del Pósito del pan, obra de Hernando de Torquemada de 1575 perteneciente al Almudí anterior al incendio de 1612, que representa una matrona (Murcia), dispuesta entre las 6 coronas de la ciudad, amamantando a un niño extraño, simbolizando la hospitalidad de los murcianos. El relieve se remata con un pelícano, que simboliza la abundancia, sostenido por dos ángeles.
En su interior destaca la grandiosa sala de columnas toscanas que está dedicada actualmente a sala de exposiciones, y un lienzo de la muralla árabe de Murcia que sirve de muro de carga para el propio inmueble, ya que el Almudí se construyó sobre dicha construcción defensiva.